# Jean-Baptiste Cervoni
Jean-Baptiste Cervoni (ur. 29 sierpnia 1765 w Soverii, zm. 22 kwietnia 1809 w Eckmühl) – francuski generał z okresu francuskich wojen rewolucyjnych. Zginął podczas bitwy pod Eckmühl, którą stoczono w trakcie wojny Cesarstwa Francuskiego z piątą koalicją.

## W czasie rewolucji
Kariera wojskowa urodzonego w 1765 roku Korsykanina rozpoczęła się w roku 1783, gdy zaciągnął się do Królewskiego Pułku Korsykańskiego, wchodzącego w skład armii francuskiej. W roku 1786 ojciec nakłonił go do rezygnacji z munduru i podjęcia studiów prawniczych. W roku 1792 Cervoni wrócił do wojska w stopniu podporucznika, wstępując do jednostki kawalerii. Był adiutantem generała Raphaela Casabianca. Wyróżnił się podczas oblężenia Tulonu w roku 1793. W trakcie oblężenia był dwukrotnie ranny. W tym czasie awansowano go najpierw do stopnia majora (chef de battalion), a następnie – do stopnia pułkownika (chef de brigade). Poza tym przypuszcza się, że utrzymywał w tym okresie kontakty z posłem do Konwentu Narodowego, Antoine'em Salicettim, który był jego rodakiem z Korsyki. Cervoni był również zaprzyjaźniony z rodziną Bonapartów. W dniu 14 stycznia 1794 awansowano go do stopnia generała brygady i  przeniesiono do Armii Włoch. Tam, pod zwierzchnictwem André Massény walczył w bitwie pod Loano (listopad 1795).
Na wiosnę 1796 roku na czele Armii Włoch stanął Napoleon Bonaparte. Na początku kampanii Montenotte, w dniu 10 kwietnia brygada Cervoniego w sile 3,5 tysiąca żołnierzy została zaatakowana pod Voltri (obecnie jest to przedmieście Genui) przez oddział austriacki liczący 10 tys. ludzi pod wodzą Johanna Beaulieu. Cervoni „przeprowadził mistrzowski odwrót na zachód, wymykając się z potrzasku”. Niebawem Napoleon przystąpił do kontrataku, zmusił Królestwo Sardynii do zawarcia pokoju, a Austriaków – do wycofania się. Podczas francuskiego pościgu za armią austriacką, Cervoni znalazł się w gronie wyższych oficerów, którzy podczas bitwy pod Lodi poderwali swoje oddziały do decydującego ataku w obliczu austriackiego ostrzału artyleryjskiego. Później Cervoni uczestniczył w oblężeniu Mantui, a także w bitwach pod: Lonato, Castiglione, Arcole oraz Rivoli.

## W okresie cesarstwa
W lutym 1798 Cervoni dosłużył się rangi generała dywizji. Po stłumieniu buntu w Rzymie, powierzono mu dowództwo nad dywizją w okręgu wojskowym, obejmującym cztery departamenty w południowo-zachodniej Francji. W dniu 14 czerwca 1804 został komendantem Legii Honorowej. Podczas wojny Francji z Cesarstwem Austrii w roku 1809, Cervoni służył na stanowisku szefa sztabu w armii marszałka Jeana Lannesa. W dniu 22 kwietnia 1809 zginął, trafiony kulą armatnią podczas bitwy pod Eckmühl. W uznaniu zasług dla ojczyzny, jego nazwisko wygrawerowano na 17-tej kolumnie paryskiego Łuku Triumfalnego.